# Dicranomyia catamarcana
Dicranomyia catamarcana är en tvåvingeart som först beskrevs av Alexander 1929.  Dicranomyia catamarcana ingår i släktet Dicranomyia och familjen småharkrankar. Inga underarter finns listade i Catalogue of Life.